# کنسرتو پیانو (شومان)
کنسرتو پیانو در لا مینور، اپوس ۵۴ (تکمیل در ۱۸۴۵)، تنها کنسرتو پیانویی است که به‌وسیلهٔ آهنگساز دورهٔ رمانتیک، روبرت شومان تصنیف گردیده‌است. نخستین اجرای این کار در لایپزیگ به تاریخ ۱ ژانویهٔ ۱۸۴۶ با تکنوازی کلارا شومان و رهبری فردیناند هیلر که کار به او تقدیم شده بود، انجام گرفت.

## تاریخچه
شومان پیش از تصنیف این کار بر روی شماری کنسرتو پیانو کار کرده بود. او کار بر روی یک کنسرتو پیانو در می بمل ماژور را در ۱۸۲۸ میلادی آغاز کرده بود. از ۱۸۲۹ تا ۱۸۳۱ شومان بر روی کنسرتو پیانویی در فا ماژور کار می‌کرد. او در ۱۸۳۹ یک موومان برای کنسرتوی دیگری در ر مینور را به پایان رساند. هیچ‌کدام از این کارها تکمیل نگردیدند.
شومان در ۱۸۴۱ میلادی یک فانتزی برای پیانو و ارکستر ساخت. همسر پیانیستش، کلارا، او را تشویق کرد که این قطعه را به یک کنسرتو پیانو گسترش دهد. شومان نیز در ۱۸۴۵ میلادی با افزودن اینترمتسو و فیناله کار را به پایان رساند. این کار تنها کنسرتو پیانویی بود که شومان تمام کرد.
این کار به‌عنوان الگویی توسط ادوارد گریگ در تصنیف کنسرتو پیانواش استفاده شده‌است که آن هم در لا مینور می‌باشد. کنسرتوی گریگ نیز مانند کنسرتوی شومان از یک نوای ارکستر واحد قدرتمند پیش از ورود پیانو بهره می‌گیرد. بعدها سرگئی راخمانینوف از کنسرتو پیانو گریگ به‌عنوان الگویی برای نخستین کنسرتو پیانواش استفاده کرد.
شومان پس از این کنسرتو پیانو، دو کار دیگر برای پیانو و ارکستر تصنیف کرد.

## سازبندی
این کنسرتو برای ۲ فلوت، ۲ ابوا، ۲ کلارینت، ۲ فاگوت، ۲ کر، ۲ ترومپت، تیمپانی، سازهای زهی، و پیانو تک ساخته شده‌است.

## ساختار
این قطعه با توجه به آنچه در نوت موسیقی‌اش آمده، دارای ۳ موومان است که عبارتند از:
1. آلگرو آفتواوسو (لا مینور)
2. اینترمتسو: آندانتینو گراتسیوسو (فا ماژور)
3. آلگرو ویواچه (لا ماژور)

در هنگام اجرا، میان دو موومان پایانی این کار توقفی وجود ندارد.